# Skogssjön (Falköping, Västergötland)
Skogssjön eller Pankasjön är en sjö i Falköpings kommun i Västergötland och ingår i Göta älvs huvudavrinningsområde. Sjön, som är uppdämd, är omkring 1 hektar stor och belägen på Mösseberg. Sjön har en anlagd badplats och flera bryggor. Pankasjön avvattnas i av Äskebäcken som rinner ned för Mössebergs sydsluttning mot Falköping genom stadsdelen Bestorp och vidare mot Hulesjön och Lidan. Pankasjön får sitt vatten från mossarna i Gröna Mads Natura 2000-område.
Vid sjöns norra strand finns motionscentralen med omklädningsrum och motionsspår. I söder ligger Mössebergsbacken med 4 nedfarter. Sjön och motionsanläggningen sköts av Falköpings kommun. Väster om sjön ligger Liastugan som drivs av Falköpings allmänna idrottsklubb. Omkring 100 m  söder om sjön ligger skidstugan som drivs av Friluftsfrämjandet. Omkring 200 meter nordöst om sjön ligger Mössebergs camping.

## Namnet Pankasjön
Sjön har det folkliga namnet Pankasjön. Namnet kommer från en person vid namn Pettersson som tjänstgjorde som sjöns första vaktmästare vid sjön när den dämdes upp till branddamm 1890. Pettersson hade dålig ekonomi i sin ungdom och var socknapanke, det vill säga han hade gått i matlag eller på roten i Friggeråkers socken. Åren han gick på dåtidens socialbidrag fick han öknamnet Panken. När Pettersson fick vaktmästartjänsten och en backstuga vid sjön fick Skogssjön ta över vaktmästarens öknamn och fick namnet Pankasjön.

## Externa länkar

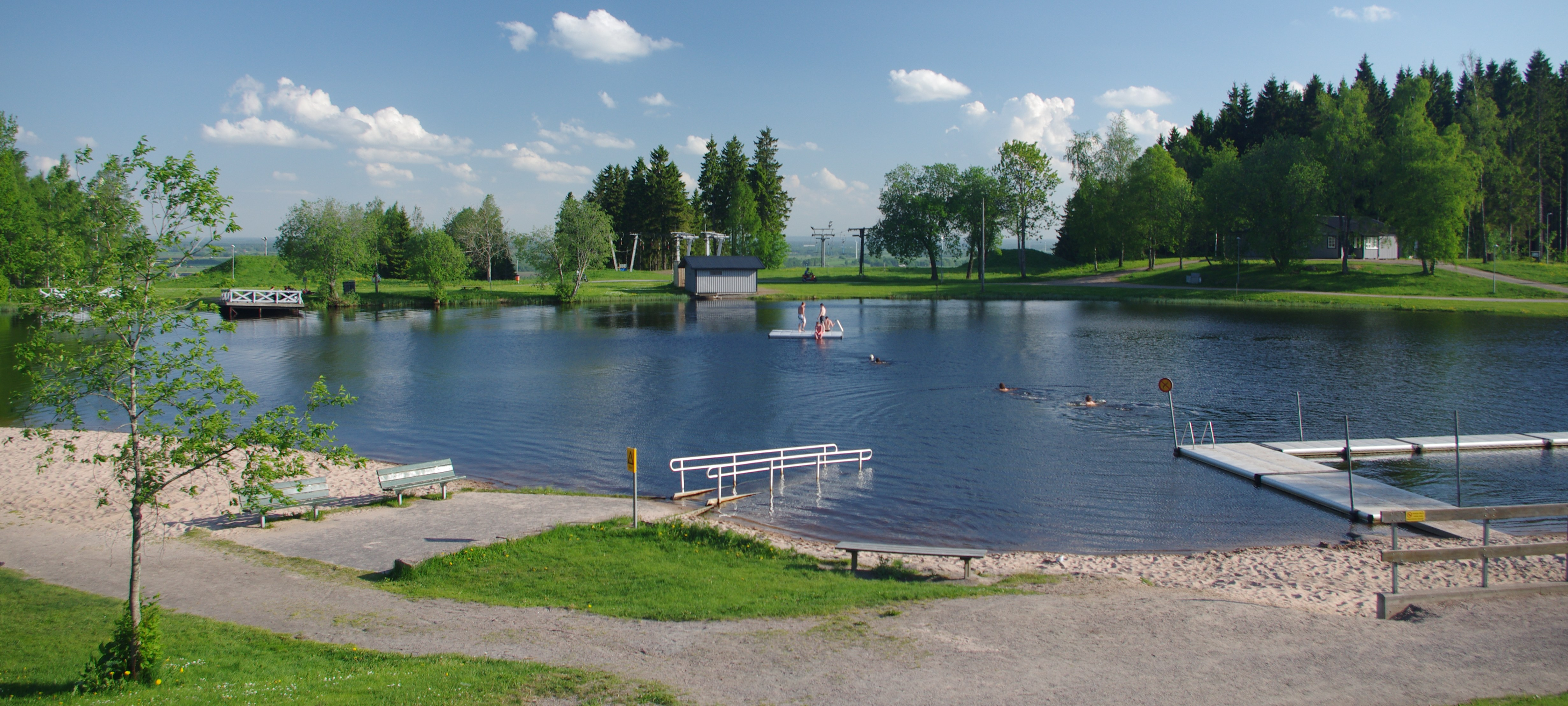
Skogssjön med Mössebergsbackens liftar på andra sidan sjön. Till höger syns Liastugan.